# Invasion of the Bane
Invasion of the Bane (l'invasion du Bane) est le pilote de la série britannique de science-fiction The Sarah Jane Adventures. Il s'agit d'un épisode spécial diffusé le jour du 1er janvier 2007. À ce jour, la série n'a jamais été diffusée en France.

## Accroche
Une enfant de 13 ans Maria Jackson, arrive dans son nouveau quartier, et fait la connaissance d'une mystérieuse voisine, Sarah Jane Smith, une journaliste d'investigation en contact avec les extraterrestres. Elle découvrira qu'une usine de soda nommée le Bubble Shock ! est aux mains d'extraterrestres cherchant à manipuler les êtres humains.

## Résumé
L'épisode montre le point de vue de Maria Jackson (Yasmin Paige) et son père divorcé, Alan Jackson (Joseph Millson), emménageant dans la maison face à celle de Sarah Jane Smith. La nuit suivante, une lumière brillante arrive jusqu'à la maison de Sarah Jane et réveille Maria. Espionnant la maison, Maria y voit Sarah Jane discutant avec un alien nommé le Star Poet.
Le lendemain, sa voisine du même âge, Kelsey Hooper (Porsha Lawrence Mavour) l'invite à visiter l'usine de Soda Bubble Shock, seule chose à faire lorsqu'on ne peut pas aller en ville. Arrivant dans l'usine, ils sont scannés par un portail de sécurité. Le scanner prend leur ADN et le transfère à "l'Archetype" (Thomas Knight) un être gardé par Mrs Wormwood (Samantha Bond), la directrice de l'usine.
Sarah Jane, écoutant le projet des jeunes filles, décide de les suivre et de s'introduire dans l'usine. Interviewant Mrs Wormwood, elle lui demande pourquoi elle a eu l'accord de l'UE pour ouvrir une usine si rapidement et pourquoi le "Bane", l'ingrédient principal du Bubble Shock, échappe à toute analyse. Mrs Wormwood renvoie Sarah Jane expliquant que le Bubble Shock répond à un besoin. Après avoir renvoyé Sarah Jane de son bureau, elle tente de la faire assassiner.
Kelsey, ennuyée par la visite de l'usine, téléphone à une amie, ce qui provoque une panique dans l'usine. Les ondes de téléphone portable dérangent "Mother Bane" une créature tentaculaire responsable de l'émission de Bane, et réveillent l'Archetype, qui sera secouru par Maria. Retrouvant Sarah Jane dans les toilettes, toutes trois s'enfuient. Arrivée chez elle, Sarah Jane chasse Maria de chez elle, lui expliquant que sa vie est trop dangereuse.
Kelsey, restée dans l'usine, est interrogée par Mrs Wormwood et son associé (Jamie Davis). Après avoir révélé leurs plans puis effacé la mémoire de Kelsey, ils la raccompagnent chez elle, ce qui leur permet de se trouver non loin de la maison de Sarah Jane Smith. L'associé se change alors en créature tentaculaire. Maria et Kelsey réussissent à s'introduire dans la maison de Sarah Jane pour la prévenir avant l'attaque.
Après avoir stoppé la créature, Sarah Jane décide de révéler son secret aux enfants. Elle sait que les aliens existent, et vingt ans auparavant elle a rencontré un homme merveilleux nommé "Le Docteur" et voyagé à travers le temps et l'espace avec lui, mais elle est revenue sur terre et doit affronter la vie quotidienne. Elle leur présente K-9 ainsi que son ordinateur extraterrestre M. Smith.
Comprenant que le Bane contenu dans le Bubble Shock est un ingrédient destiné à corrompre les humains, Sarah Jane appelle Mrs Wormwood et lui demande de quitter la terre. Mrs Wormwood refuse et utilise les humains ayant bu du Bubble Shock pour en faire ses zombies. Sarah Jane, Maria et l'Archétype foncent vers l'usine, forçant l'entrée par un bus. Là, le visage de la Mother Bane leur est révélé. Mrs Wormwood leur explique que l'Archétype est fait à partir d'ADN humain afin de comprendre pourquoi certains humains sont réfractaires au Bubble Shock. L'Archétype utilise la technologie des Banes afin de liquider la Mother Bane et de faire exploser l'usine.
Plus tard, Sarah Jane accepte d'adopter l'Archétype et décide de le nommer "Luke".

### Liens avec leWhoniverse
- Sarah Jane Smith fut l'un des compagnons du Docteur les plus célèbres. On la voit ici quelques mois après son apparition dans l'épisode L'École des retrouvailles dans lequel le Docteur réparait K-9.
- On voit une photo des amis de Sarah Jane dans la série classique de Doctor Who comme Harry Sullivan ou le Brigadier Lethbridge-Stewart.
- L'extraterrestre qui vient rendre visite à Sarah Jane dans son jardin est de la même race que celui que croise Toshiko Sato dans l'épisode de Torchwood Cadeaux grecs.
- À l'instar du tournevis sonique, Sarah Jane possède un rouge à lèvres sonique.
- Kelsey relève le jeu de mots, K-9 sonnant comme « canine », l'anglais pour canin.

### Continuité
- C'est à partir de cet épisode que Sarah Jane Smith adopte l'Archetype et lui donne le nom de Luke Smith.